# 9. ročník udílení Zlatých glóbů
9. ročník udílení Zlatých glóbů se konal 21. února 1952 v Los Angeles. Nominace byly vyhlášeny 31. ledna, avšak část záznamů se během let ztratila a dnes je seznam nominovaných neúplný. Asociace zahraničních novinářů, která Zlaté glóby uděluje, poprvé ocenila celoživotní přínos cenou Cecila B. DeMilla. Poprvé měl taky ročník vítězné filmy v kategorii nejlepší film (drama) a nejlepší film (komedie / muzikál).

## Vítězové a nominovaní

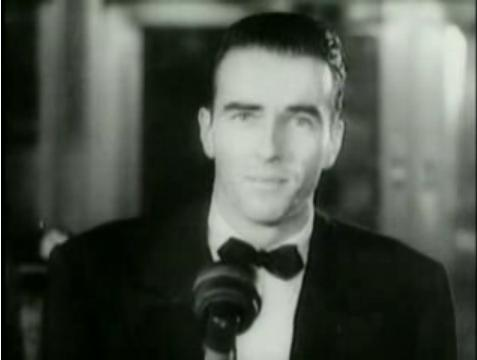
Montgomery Clift na premiéře vítězného filmu Místo na výsluní

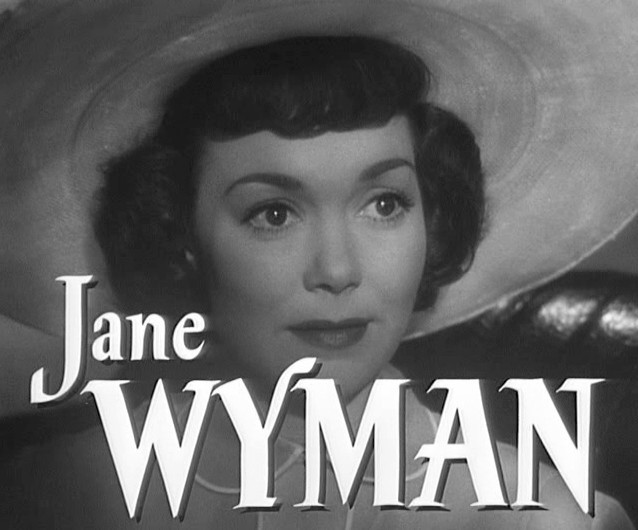
Nejlepší herečka v dramatu Jane Wyman

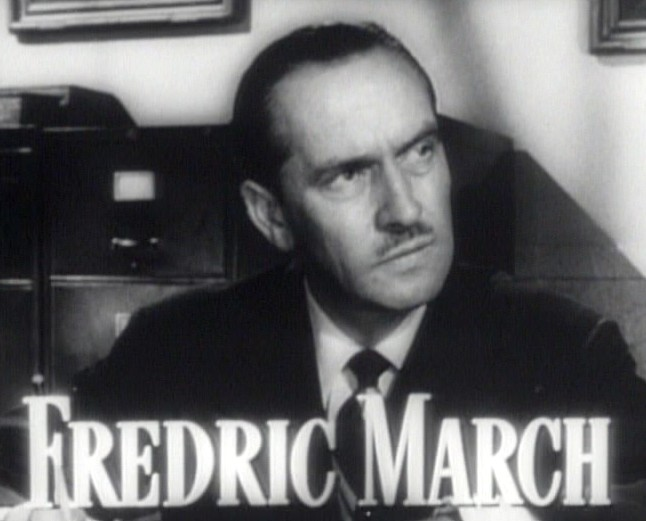
Nejlepší herec v dramatu Fredric March

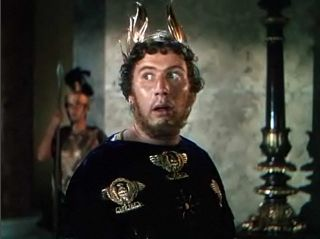
Nejlepší vedlejší herec Peter Ustinov

### Nejlepší film (drama)
Místo na výsluní – produkce George Stevens
- Bright Victory – produkce Robert Buckner
- Detektivní příběh – produkce William Wyler
- Quo Vadis? – produkce Sam Zimbalist
- Tramvaj do stanice Touha – produkce Charles K. Feldman

### Nejlepší film (komedie / muzikál)
Američan v Paříži – produkce Arthur Freed

### Nejlepší režie
László Benedek – Smrt obchodního cestujícího
- Vincente Minnelli – Američan v Paříži
- George Stevens – Místo na výsluní

### Nejlepší herečka (drama)
Jane Wyman – The Blue Veil
- Vivien Leigh – Tramvaj do stanice Touha
- Shelley Winters – Místo na výsluní

### Nejlepší herečka (komedie / muzikál)
June Allyson – Too Young To Kiss

### Nejlepší herec (drama)
Fredric March – Smrt obchodního cestujícího
- Kirk Douglas – Detektivní příběh
- Arthur Kennedy – Bright Victory

### Nejlepší herec (komedie / muzikál)
Danny Kaye – On the Riviera
- Bing Crosby – Přichází ženich
- Gene Kelly – Američan v Paříži

### Nejlepší herečka ve vedlejší roli
Kim Hunter – Tramvaj do stanice Touha
- Lee Grant – Detektivní příběh
- Thelma Ritter – The Mating Season

### Nejlepší herec ve vedlejší roli
Peter Ustinov – Quo Vadis?

### Nejlepší scénář
Robert Buckner – Bright Victory

### Nejlepší hudba
Victor Young – A September Affair
- Bernard Herrmann – Den, kdy se zastavila Země
- Dimitri Tiomkin – The Well

### Objev roku – herečka
Pier Angeli – Teresa

### Objev roku – herec
Kevin McCarthy – Smrt obchodního cestujícího

### Nejlepší kamera (černobílá)
Franz F. Planer – Smrt obchodního cestujícího
- Franz F. Planer – Decision Before Dawn
- William C. Mellor – Místo na výsluní

### Nejlepší kamera (barevná)
William V. Skall, Robert L. Surtees – Quo Vadis?

### Nejlepší film podporující porozumění mezi národy
Den, kdy se zastavila Země – režie Robert Wise

### Zvláštní cena (za vynikající film o kultuře za rok 1951)
Ewald André Dupont, Luciano Emmer, Robert Hessens, Alain Resnais – Pictura – Adventure In Art

### Henrietta Award (Oblíbenci světového filmu)
Esther Williams

### Cena Cecila B. DeMilla
Cecil B. DeMille